# Horbaef
Horbaef (oppure Baefhor o Horbaf) (fl. XXVI secolo a.C.) è stato un principe egizio della IV dinastia.

## Biografia
Ebbe il titolo di Figlio del re. Fu figlio del grande faraone Cheope (2589 a.C. - 2566 a.C.) e di una regina sconosciuta. Sposò la propria sorellastra Meresankh II, figlia di Cheope e della regina Meritites I, da cui ebbe tre figli: 
- principe Djati[4], che ebbe i titoli di Figlio del re-del Suo corpo, Ispettore della spedizione. La sua tomba è la mastaba G 7810, che potrebbe risalire alla fine della IV dinastia o all'inizio della V[5]. La sua parentela con Horbaef è solo un'ipotesi. Nella scrittura geroglifica, il suo nome è: | U29 | t | A | i | i |

- principessa Nefertkau III, sepolta nella mastaba G 7820 con suo marito Iynefer II (anche questa potrebbe risalire alla fine della IV dinastia o all'inizio della V)[5]. I geroglifici del suo nome: | nfr | t | kA | w |

- principessa Nebtitepites, esplicitamente nominata nella tomba di Meresankh II: | G16 | tp | it | a |

Meresankh II ebbe chiaramente i titoli di una regina, perciò si ritiene dopo la morte del principe Horbaef, suo primo marito, lei sia andata in moglie al faraone. È possibile che abbia sposato il faraone Djedefra, suo fratellastro, oppure Chefren (2558 a.C. - 2532 a.C.). 
Horbaef fu sepolto nella mastaba G 7410-7420, nella necropoli di Giza.